# Break Stars
Basketbalvereniging Break Stars is de basketbalvereniging van Baarn in de provincie Utrecht. 
Na een aantal instuifdagen in 1994 werd Break Stars opgericht in 1995. BS kwam in de plaats Top Stars, de vorige basketbalvereniging in Baarn. Het eerste herenteam speelt regionaal in de 2e klasse.
Het tenu bestaat uit een groen shirt en short met witte banen. Er wordt gespeeld in sporthal De Trits aan de Goeman Borgesiuslaan 2 in Baarn.